# Гервартов

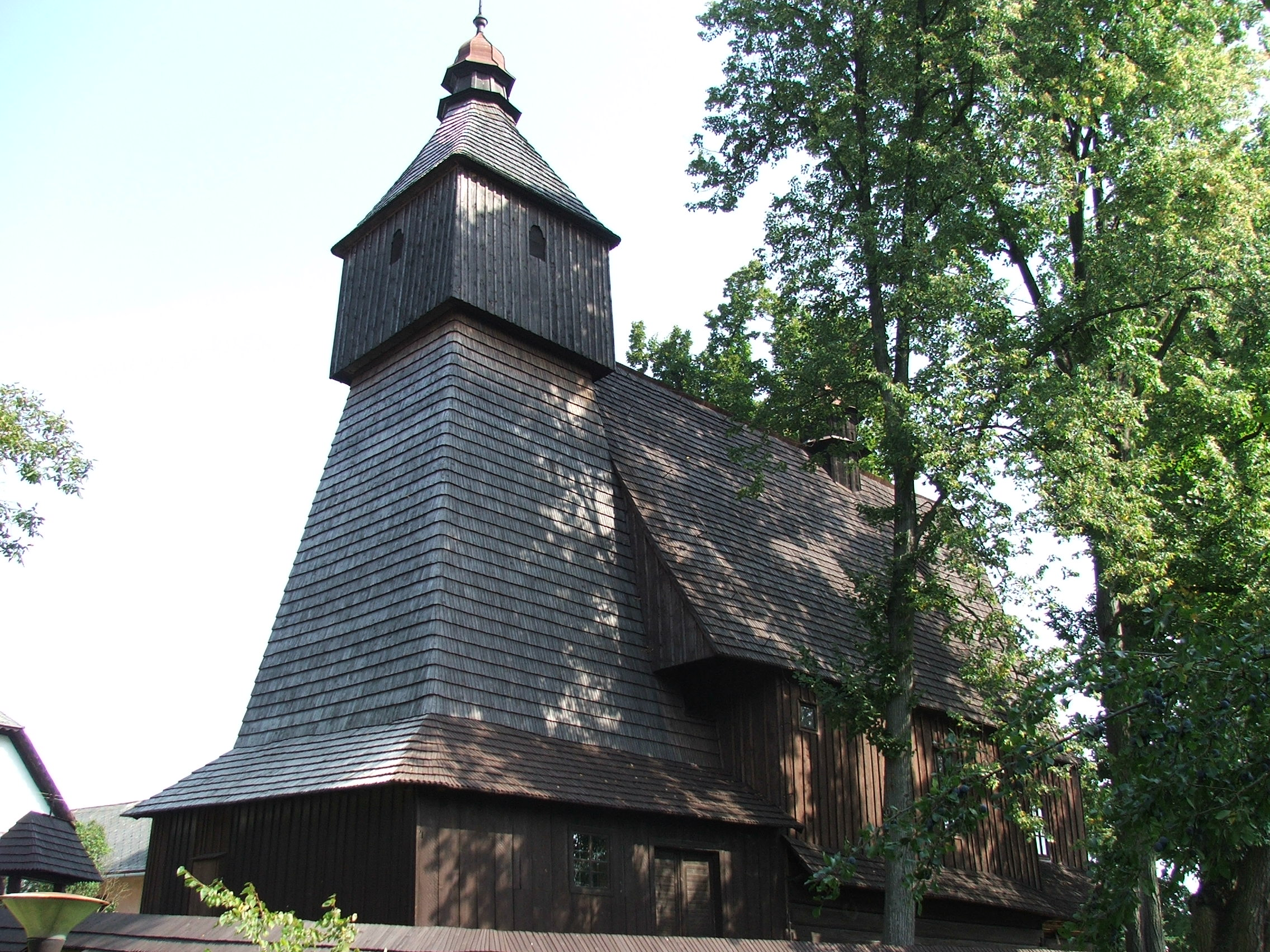
Деревянная церковь в Гервартове

Гервартов (словац. Hervartov) — деревня в Прешовском крае на северо-востоке Словакии. Численность население составляет 507 человек (2004). Территория деревни насчитывает 9,872 км². Первые упоминания о поселения датируются 1406 годом. В 1500 году в селе была построена деревянная католическая церковь.
В 2008 году село вместе с другими деревянными церквями словацких Карпат была включена в список Всемирного наследия ЮНЕСКО.

## Население
| Год:                | 1994 | 2004    | 2014    | 2024    |
| ------------------- | ---- | ------- | ------- | ------- |
| Количество человек: | 495  | 507     | 494     | 518     |
| Разница:            |      | +2,42 % | −2,56 % | +4,85 % |